# Cratere Shahryar
Shahryar è un cratere sulla superficie di Encelado.